# Фагундес, Кристиан
Кри́стиан Даниэ́л Дал Бе́ло Фагу́ндес (порт.-браз. Cristian Daniel Dal Bello Fagundes; род. 13 декабря 1999, Пелотас, Риу-Гранди-ду-Сул) — бразильский футболист, полузащитник.

## Клубная карьера
Воспитанник клуба «Гремио Бразил». В первой команде «Гремио Бразил» дебютировал 23 июля 2019 в ничейном (0:0) выездном поединке 1-го тура бразильской Серии B против «Спорт Ресифи». Кристиан вышел на поле на 60-й минуте, заменив Бранкиньо. Дебютным голом на профессиональном уровне отметился 3 августа 2019 на 44-й минуте победного (1:0) домашнего поединка 14-го тура Серии B против «Витории». Даниэль вышел на поле в стартовом составе, а на 76-й минуте его заменил Элиас. В своем дебютном сезоне на профессиональном уровне сыграл 22 матча в Серии B, в которых отличился 2-мя голами. Следующего сезона играл реже. В феврале и марте 2020 года провел 4 поединка в Серии A1 Лига Гаушу и 2 поединка в кубке Бразилии, а в сентябре — начале октября сыграл 3 матча в бразильской Серии B.
В октябре 2020 года отправились в аренду в «Ботафого». В футболке клуба из Жуан-Песоа дебютировал 20 октября 2020 в проигранном (2:3) выездном поединке 11-го тура бразильской Серии C против «Манаус». Кристиан вышел на поле на 46-й минуте, заменив Родриго Андраде. В конце октября — начале декабря 2020 сыграл 7 матчей в Серии C, в которых не отметился ни одним голом. В начале 2021 года вернулся в «Бразил де Пелотас».
В конце июня 2021 подписал 3-летний контракт с «Зарей». В футболке луганского клуба дебютировал 25 июля 2021 года в проигранном (0:1) домашнем поединке 1-го тура Премьер-лиги против «Александрии». Бразилец вышел на поле на 73-й минуте, заменив Егора Назарину.